# Micrasema gentile
Micrasema gentile är en nattsländeart som beskrevs av Mclachlan 1880. Micrasema gentile ingår i släktet Micrasema och familjen bäcknattsländor. Inga underarter finns listade i Catalogue of Life.